# Сторм Торґерсон
Сторм Эльвін Торґерсон (англ. Storm Elvin Thorgerson; 28 лютого 1944 — 18 квітня 2013) — британський фотограф і дизайнер, відомий як автор обкладинок більшості альбомів гурту Pink Floyd.
Торґерсон здобув освіту в Королівському коледжі мистецтв. У 1968 році заснував студію дизайну «Hipgnosis». Протягом наступних кількох років студія, в якій Торгерсон був одним з основних авторів ідей, оформляла обкладинки для провідних рок-гуртів того часу; серед її клієнтів були Led Zeppelin, AC/DC, Bad Company, Black Sabbath і Rainbow.
Ще в середині 1960-х років Торґерсон познайомився з учасниками Pink Floyd Сідом Барреттом і Роджером Вотерсом і згодом створив обкладинки для більшості альбомів групи, зокрема, для «The Dark Side of the Moon», «Animals» і «Wish You Were Here». Гітарист колективу Девід Гілмор згодом заявляв, що обкладинки, створені Торґерсоном, є «невід'ємною частиною робіт Pink Floyd».
У 1982 році студія «Hipgnosis» була закрита, однак Торґерсон продовжив займатися оформленням альбомних обкладинок самостійно. В останнє десятиліття він розробляв дизайни обкладинок для платівок таких груп як Muse, Audioslave, The Offspring і The Mars Volta.

## Дизайн обкладинок
| - 10cc: - Mirror Mirror (1994) - Anthrax: - Stomp 442 (1995) - Audioslave: - Audioslave (2002) - Catherine Wheel: - Chrome (1993) - Happy Days (1995) - Like Cats and Dogs (збірка) (1996) - Adam And Eve (1997) - Wishville (2000) - Black Sabbath - Technical Ecstasy (1976) - Biffy Clyro: - Puzzle (2007) - «Saturday Superhouse» (2007) - «Living is a Problem Because Everything Dies» (2007) - «Folding Stars» (2007) - «Machines» (2007) - The Cranberries: - Bury The Hatchet (1999) - Wake Up And Smell The Coffee (2001) - Пол Брюс Дікінсон: - Tattooed Millionaire (музичне відео) (1990) - All the Young Dudes (музичне відео) (1990) - Skunkworks (1996) - Dream Theater: - A Change of Seasons (1995) - Falling into Infinity (1997) - «Once In A LIVEtime» (1998) - «5 Years in a LIVEtime» (1998) - Іен Д'юрі: - Mr. Love Pants (1998) - Ellis, Beggs, & Howard: - Homelands (1989) - Ethnix: - Home Is Where The Head Is (2002) - Europe: - Secret Society (2006) - Девід Гілмор: - About Face (1984) - Blue Light і All Lovers Are Deranged (музичне відео) (1984) - David Gilmour in Concert DVD (2002) - Helloween: - Pink Bubbles Go Ape (1991) - The Mars Volta: - De-Loused in the Comatorium (2003) - «Inertiatic ESP» сингл (2003) - «Televators» сингл (2003) - Frances The Mute (2005) - «The Widow» сингл (2005) | - Muse: - Absolution (2003) - «Butterflies and Hurricanes» сингл (2004) - Black Holes and Revelations (2006) - «Uprising» сингл (2009) - The Offspring: - Splinter (2003) - Алан Парсонс: - Try Anything Once (1993) - On Air (1996) - The Time Machine (1999) - Phish - Slip Stitch and Pass (1997) - Pink Floyd: - Wish You Were Here (1975) - A Momentary Lapse of Reason (1987) - Learning to Fly (музичне відео) (1987) - Delicate Sound of Thunder (1988) - Shine On (1992) - The Division Bell (1994) - High Hopes (музичне відео) (1994) - P*U*L*S*E (1995) - Is There Anybody Out There? The Wall Live 1980-81 (2000) - Echoes: The Best of Pink Floyd (2001) - Oh, By the Way (2007) - Program the Dead: - Program The Dead (2005) - Rainbow: - Bent Out of Shape (1983) - Street of Dreams (музичне відео) (1983) - Shpongle: - Ineffable Mysteries from Shpongleland (2009) - Styx: - «Cyclorama» (2003) - Thornley: - Come Again (2004) - Tiny Pictures (2009) - Umphrey's McGee: - Safety In Numbers (2006) - The Bottom Half (2007) - Ween: - The Mollusk (1997) - Річард Райт: - Broken China (1996) - Yes: - Owner of a Lonely Heart (музичне відео) (1983) - Paul Young: - Wherever I Lay My Hat (That's My Home) - Younger Brother: - Last Days of Gravity (2007) - Yourcodenameis:milo: - Rapt. Dept. (2005) - 17 (2005) - Ignoto (2005) |